# الوفاق الرياضي سوق أهراس
الوفاق الرياضي سوق أهراس، (لونتونت) هو نادي كرة قدم جزائري هاوي متعدد الفروع، تأسس في 2 نوفمبر 1957 في مدينة سوق أهراس رمز الفربق (ESSA)، (بالفرنسية: Entente Sportive de Souk Ahras)‏ الناشط في بطولة الرابطة الجهوية الأولى لكرة القدم ، عنابة.
 ويعتبر من أقدم الأندية في المدينة، له قاعدة شعبية، عرف الفريق فترته الذهبية في السنوات السبعينات، لعب في بطولة الجزائر الأولى (1957 - 1962) والتي تعادل (البطولة الوطنية الجزائرية للدرجة الأولى سابقا)، أستطاع أن يصل إلى دور ثمن النهائي كأس الجزائر، مرتين سنة 1966 و2008، كان يسمى سريع بلدية سُوق أَهْرَاسْ في فترة ما بين (1979 - 1980)، ويضم الفريق أيضا فروعا تنشط في كرة القدم داخل الصالات، كرة اليد والكرة الطائرة، كرة المضرب، الكرة الحديدية، الشطرنج، الجيدو، يعتبر ملعب باجي مختار ملعبه الرئيسي، معروف باللونين الأحمر والأسود ويُكنّى بنادي الأسود.

## تاريخ النادي
الوفاق الرياضي سوق أهراس نادي رياضي جزائري يملك عدة فروع أهمها فرع كرة القدم، أسسه مجموعة من اللاعبين العرب وفرنسين لهذا سميا بالوفاق (لنتونت) إبان الاحتلال الفرنسي للجزائر في مدينة سوق أهراس بالجزائر، تأسس سنة 1956 و هناك اختلاف حول تاريخ تأسيسه الصحيح فالبعض يقول في 1956 و البعض يقول في 1957 أما عن مؤسسيه (لا توجد وثائق رسمية) لحد الساعة، وكانت أول مقابلة له مع فريق نادي اتحاد الشاوية (أم البواقي) وفاز فيها (2-0) في الملعب الشهير (Stade Jean Millet) بالطڨطاڨية يعتبر وفاق سُوق أَهْرَاسْ من أقدم الفرق الجزائرية ويلعب حاليا في البطولة الجهوية عنابة ويلقب بالشياطين الحمر.

### فترة الاستقلال (الأنتعاش)
أصبح النادي جزائري مئة بالمئة وكان يلعب في قسم الأول (دوري جهوي) حتى سنوات السبعينات، أستطاع أن يصل إلى دور الثمن النهائي ضد نادي مولودية وهران في كأس الجزائر 1965-1966، حيث فاز على أفضل الأندية الجزائرية.

## تغيير الاسم موسم 1980/81
سنة 1980، تمّ تغيير اسم النادي إلى سريع بلدية سوق أهراس، تيمناً بالنادي نادي سريع مسلمي سوق اهراس
هو نادي كرة قدم جزائري هاوي تأسس في سنوات الثلاثينات 1931 في مدينة سوق أهراس رمزه (R.C.M.S.A) وباللغة الفرنسية (Rapid Club Musulman de Souk-Ahras) كان يلعب في رابطة قسنطينة لكرة القدم فترة الاحتلال الفرنسي للجزائر، تحصل على البطولة في موسم 1932/1933 وأنحل في سنوات استقلال الجزائر.

## أحسن النتائج
- الدور الثمن النهائي ضد نادي مولودية وهران في كأس الجزائر 1965-1966.
- الدور الثمن النهائي ضد نادي وداد تلمسان في كأس الجزائر 2008-2009.

## رموز النادي

### الشعار
تغير الشعار عدة مرات من حيث الشكل العام، لكن حافظ دائما على رموزه الأساسية المتمثلة في اللونين الأحمر والأسود وشعار المدينة والمتمثل في أسد بربري مع كتابة اسم النادي باللغتين العربية والفرنسية والسنة الذي أسس فيه النادي (ESSA 1957)، بالرغم من أن الشعار لم يكن ظاهر على القميص حتى سنوات السبعينات.

### قميص النادي
أُخذت صورة لنادي الوفاق في 1957، ويُعتقد بأنها تُظهر اللاعبين لابسي قمصاناً باللون الأحمر وسراويل سوداء وجوارب سوداء، ثم أشتهر نادي الوفاق في الثمانينات كانت ولا تزال ألونه هي الأحمر والأسود، فالأسود يمثل الخوف المزروع في قلب المنافس، والأحمر يمثل اللهب، وهي الألوان الرسمية للنادي.
- الزي الرسمي القميص (تريكو) : الأسود والأحمر المخطط طولاً (المخطط عمودياً)

البَنْطلون (الشورت) : أحمر
- الزي الاحتياطي الأول

القميص (تريكو) : أبيض
البَنْطلون (الشورت) : الأبيض
- الزي الاحتياطي الثاني

القميص (تريكو) : أسود
البَنْطلون (الشورت) : الأسود
- الزي الاحتياطي الثالث

القميص (تريكو) : الأزرق الغامق
البَنْطلون (الشورت) : الأزرق الفاتح
| ألوان الطقم الأصلي الوفاق. ارتدى الفريق طقمًا مشابهًا (ولكن ببَنْطلون أسود) خلال سنوات الخمسينات |
| الطقم التاريخي للنادي والذي ارتداه أول مرة سنة 1980                                          |

## أشهر المدربين الذين مروا على النادي
تعاقب على تدريب النادي المئات منذ عام 1957 وحتى الوقت الحالي، ويُعد اللاعب الدولي السابق مراد سلاطني الأبرز والأشهر والذي كان سبب تأهل النادي إلى الدور الثمن النهائي 2008 من كأس الجزائر.

## قضية محكمة التحكيم الرياضية الدولية
وهي قضية وقعت في فترة رئيس الفيدرالية الجزائرية محمد روراوة وتم إقصاء النادي من بطولة ما بين الجهات 2008/09 رغم القرار لدى محكمة التحكيم الرياضية الدولية بلوزان السويسرية ضد روراوة، بسبب عدم تطبيقه لقرار المحكمة الرياضية بابن عكنون، التي أصدرت قرارا تحكيميا يقر بأحقية فريق وفاق سُوق أَهْرَاسْ في البقاء في بطولة ما بين الجهات، القرار الذي صدر في (25 أكتوبر 2009) لم يطبق إلى اليوم، حيث كان من المفترض بقاء وفاق سُوق أَهْرَاسْ في بطولة ما بين الجهات شرق ونزول فريق حمراء عنابة، كون الوفاق كانت بحوزته 68 نقطة والحمراء 66 نقطة، إلا أنه تقرر صعود الحمراء وأنزل الوفاق.

## رؤساء النادي
| رئيس النادي            | الفترة      |
| ---------------------- | ----------- |
| الجزائر                | 1957 - ؟؟؟؟ |
| مناصرية ؟              | 1966 - ؟؟؟؟ |
| بوشريكة نوردين         | ؟؟؟؟ - ؟؟؟؟ |
| لودجاني محمد زين الدين | ؟؟؟؟ - ؟؟؟؟ |
| ساري مولدي             | ؟؟؟؟ - ؟؟؟؟ |
| كلش عدنان              | ؟؟؟؟ - ؟؟؟؟ |
| بوراس بوجمعة           | ؟؟؟؟ - ؟؟؟؟ |
| سدوي صالح              | ؟؟؟؟ - ؟؟؟؟ |
| سنوسي الطاهر           | ؟؟؟؟ - ؟؟؟؟ |
| مرجة محمد صالح         | ؟؟؟؟ - ؟؟؟؟ |
| رباحي نوار             | ؟؟؟؟ - ؟؟؟؟ |
| مادي علي               | ؟؟؟؟ - ؟؟؟؟ |
| أيت جودي أوفلا سالم    | ؟؟؟؟ - ؟؟؟؟ |
| مناصرية مناع           | ؟؟؟؟ - ؟؟؟؟ |
| الجزائر                | ؟؟؟؟ - ؟؟؟؟ |
| أشهاب الشريف           | ؟؟؟؟ - ؟؟؟؟ |
| رضى مكفة               | ؟؟؟؟ - ؟؟؟؟ |
| علي رواينية            | ؟؟؟؟ - 2012 |
| شياحي فيصل             | 2016 - 2018 |
| بتيرة أيوب             | 2018 - 2020 |
| الجزائر                | 2020        |

## فريق الأمال (الفريق الرديف)
وهو النادي الرديف تحت 21 سنة، ويعتبر هذا الفريق نقطة الانطلاق الأخيرة للاعبين الشباب الواعدين قبل أن تتم ترقيتهم إلى الفريق الرئيسي للنادي.

### فريق الناشئين
يتكون من 11 فريق يوجد به أكثر من 170 لاعب أعمارهم تقل عن 10 سنوات.

## فرق أخرى
يملك النادي فرق أخرى لكرة القدم في فئة : U17، U20، U23 تشارك في الرابطات المختلفة بصفة منتظمة.

## الرياضات الأخرى
يضم النادي الوفاق فرق لرياضات أخرى بجانب كرة القدم، مثل فرق: كرة القدم داخل الصالات، كرة المضرب، كرة اليد، و الكرة الطائرة وكرة السلة، الكرة الحديدية، الشطرنج.

## نادي الوفاق لكرة اليد
ويشارك في بطولة القسم الثاني لكرة اليد موسم 2016-2017 تسيرها رابطة باتنة.
والتي تضم نوادي:
اتحاد بسكرة، أهلي باتنة، أمل سيدي عقبة، ترجي سطيف ، وفاق سوق أهراس ، نادي ميلة ، نادي أمزاش دشيش، نادي فرجيوة، أولمبيك عنابة ، مولودية سكيكدة ، رائد عين التوتة، وفاق عين الفكرون، مولودية باتنة، شباب قايس.

## نادي الوفاق لكرة القدم داخل الصالات
نادي الوفاق لكرة القدم داخل الصالات فريق يمارس كرة القدم الخماسية يتبع نادي الوفاق الرياضي سوق أهراس تم تأسيس 2017 يشارك النادي في بطولات محلية داخل الجزائر، ملعب النادي قاعة ملعب باجي مختار المتعددة الرياضات، يتكون الفرق من اللاعبين القدامى لنادي وبعض المواهب الشابة.

### ملعب الفريق
ملعب باجي مختار بمدينة سوق أهراس, يستوعب 1500 ألف متفرج، عشبه طبيعي وهو الملعب الرئيسي للنادي، ويوجد به أيضا ملعب ثانوي عشبه اصطناعي ويحتوي أيضا قاعة متعددة الرياضات ومسبح مغطى أولمبي وأربعة ملاعب ماتيكو وأيضا مقر مديرية الشباب والرياضة.

### ملعب عرعار عبد الرحمان
ملعب بلدي يقع في حي حمى لولو يطلق عليه اسم المجاهد (عرعار عبد الرحمان) عشب اصطناعي مدرجات صغيرة، به غرفة تغير الملابس، إدارة الشباب الرياضي حمى لولو.

### نشيد النادي
الـعـز غـايـتـنـا نعيش لكي نسودِ

وعـريـننا في الأرض معروف الحدود

ونـيـوبـنـا سُـنَّـت بأجساد العدىَ

وزئـيرنا في الأرض مرهوب الصدى

أرسـل زئـيـرك وابق مرفوع الجبين

والـثـم جروحك صامتاً وانس الأنينَ

## ديربي سوق أهراس
وهو لقاء الوفاق مع أندية سوق أهراس،
خاصة نادي الشباب الرياضي حمى لولو.
هما الناديين الأقوى في المدينة، قاعدة جماهرية كبيرة وهذه المباريات هي بمثابة بطولة بغض النظر عن مراكز الفريقين خاصة في بطولة الدوري وتكون مليئة بالحماس والإثارة والتعصب سواء من اللاعبين أو من الجمهور، لكن تطغى عليها الأحداث الاحتفالية التي تخلقها مجموعات إلتراس المساندة للفريقين.
قائمة النوادي أعداء الوفاق:
- نادي الشباب الرياضي حمى لولو.
- نادي مولودية مدينة سوق أهراس.

## روابط خارجية
- essa-foot.dz الموقع الرسمي.